# NK BSK Belica
Nogometni klub BSK Belica hrvatski je nogometni klub iz Belice. 
Trenutačno se natječe u Međimurskoj Premier ligi.
Osnovan 1952. godine.

## Vanjske poveznice
- Profil, HNS Semafor